# Trzy Kopce (Gorce)
Trzy Kopce (1281 m, 1279) – szczyt w Gorcach między Przełęczą Długą i Kiczorą (około 250 m na północ od niej). Jest to szczyt o bardzo niewielkiej wybitności, ma jednak znaczenie topograficzne, gdyż krzyżują się na nim dwa szlaki turystyczne. Trzy Kopce są też zwornikiem dla trzech grzbietów:
- grzbiet południowy, poprzez Kiczorę opadający do Knurowskiej Przełęczy,
- grzbiet północno-wschodni biegnący poprzez Jaworzynę Kamienicką i Przysłop do Gorca,
- grzbiet północno-zachodni, który poprzez Przełęcz Długą biegnie na Turbacz[2].

Spod Trzech Kopców wypływają 3 potoki: jeden z dopływów Kamienicy, Forędówka i Łopuszanka.
Trzy Kopce porośnięte są lasem, ale po ich południowo-wschodniej stronie znajduje się Hala Młyńska. Dawniej była to hala pasterska, jednak po zaprzestaniu jej użytkowania w dużym już stopniu zarosła lasem. Po północnej stronie Trzech Kopców dawniej również znajdowała się hala Polanczyna, ale obecnie już całkowicie zarosła lasem.
W Karpatach Trzema Kopcami nazywano dawniej miejsca, w których znajdowały się sporządzone z kamieni kopce graniczne między trzema miejscowościami. Na szczycie Trzech Kopców graniczą z sobą trzy wsie: Łopuszna i Ochotnica Górna, w powiecie nowotarskim, oraz Zasadne w powiecie limanowskim. Trzy Kopce znajdują się w granicach Gorczańskiego Parku Narodowego.

## Szlaki turystyki pieszej
Główny Szlak Beskidzki, odcinek: Knurowska Przełęcz – Karolowe – Rąbaniska – Zielenica – Hala Nowa – Hala Młyńska – Kiczora – Trzy Kopce – Polana Gabrowska – Hala Długa – Turbacz. Odległość 8,5 km, suma podejść 610 m, suma zejść 140 m, czas przejścia 3 godz., z powrotem 2 godz. 5 min.
 odcinek: Gorc – Przysłop Dolny – Przysłop – Przysłop Górny – Średniak – polana Jaworzyna – Trzy Kopce – Polana Gabrowska – Hala Długa – Turbacz. Odległość 10,4 km, suma podejść 370 m, suma zejść 270 m, czas przejścia 2 godz. 50 min, z powrotem 2 godz. 30 min.